# Gulfebermyg
Gulfebermyg (Aedes aegypti) er en stikmyg kendt for at være alvorlig smittebærer og kan overføre flere sygdomme, heriblandt Chikungunya-feber, Zikavirus, Denguefeber og Gulfeber til mennesker. Myggen stammer oprindeligt fra Afrika, men findes nu i store dele af troperne, særligt i byerne og tætbefolkede områder.